# Dicranomyia profunda
Dicranomyia profunda är en tvåvingeart som beskrevs av Alexander 1925. Dicranomyia profunda ingår i släktet Dicranomyia och familjen småharkrankar. Inga underarter finns listade i Catalogue of Life.